# アレクサンドラトリバネアゲハ

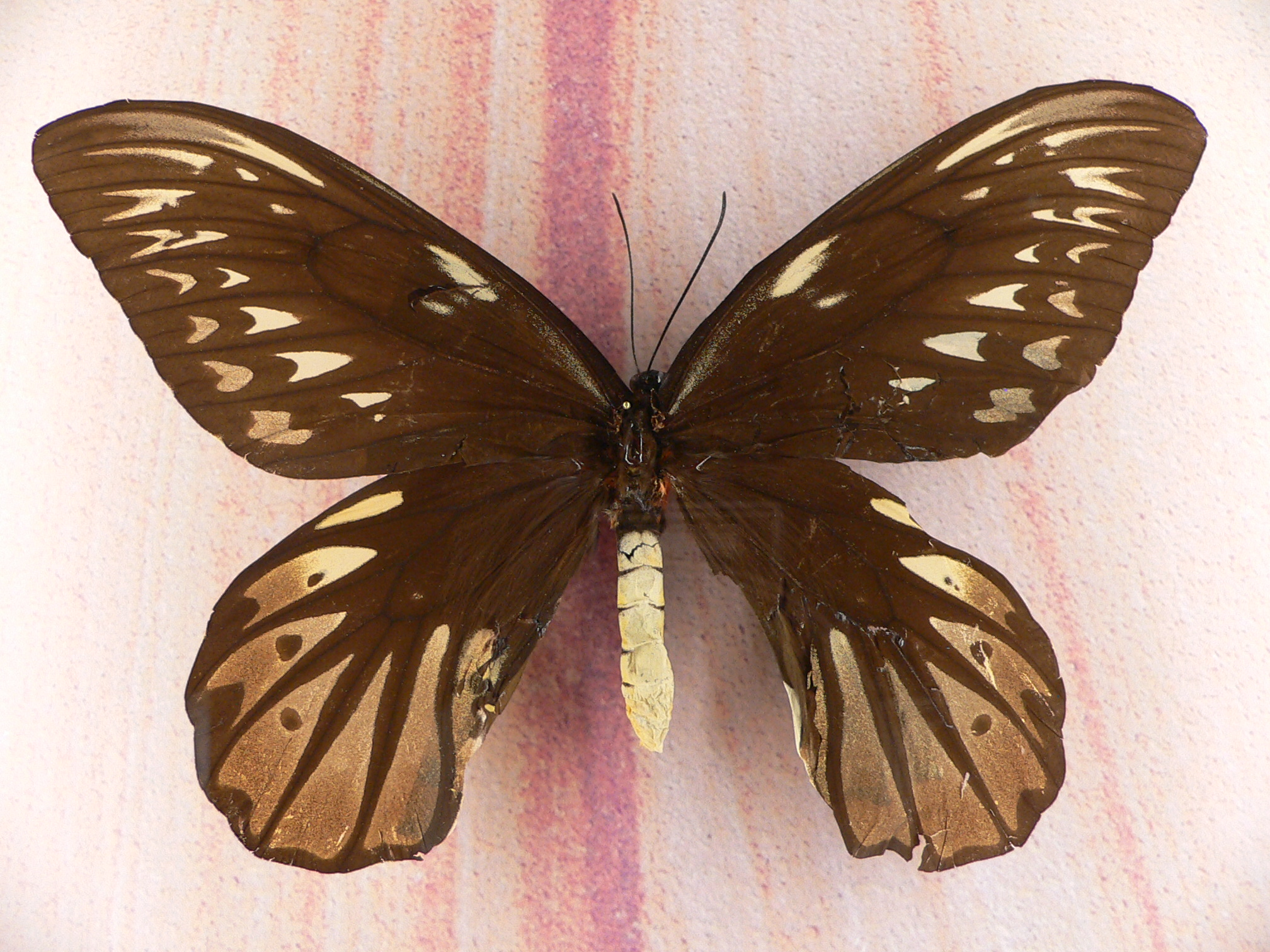
メス

アレクサンドラトリバネアゲハあるいはアレキサンドラトリバネアゲハ
（Ornithoptera alexandrae）は節足動物門昆虫綱チョウ目アゲハチョウ科に属するチョウの一種。世界最大のチョウとして知られている。
種小名はアレクサンドラ・イギリス王妃への献名で、和名もこれに因む。命名記載したのは英国ロスチャイルド家の第3代当主・ウォルター・ロスチャイルド。

## 分布
パプア・ニューギニア東部のオロ州の限られた場所に分布している。

## 特徴
成雌の翼長は最大28センチメートル以上になる。但し翅全体の面積ではゴライアストリバネアゲハにやや劣る。雄は雌に比べて小さいものの、メタリックブルーの美しい色彩をしている。雌の翅は暗い黄色と茶色が混じった色彩。翅の形は雄は楕円形に近い形でX状に拡がった特徴的な翅である。雌は雄よりも翅形状に丸みを帯びる。
日中に活動し、ハイビスカスの花を吸蜜する。

### 幼虫
幼虫は体長が12cm以上にもなる巨大なイモムシで、黒い体に毛状の突起が符節ごとに発達し、中央がオレンジ色。
ウマノスズクサ科の植物を食べるが、雌は食草に一個しか卵を産まない。幼虫も体が大きい分、食欲が激しく、緑の葉の枝を幹ごと切り落としてしまうことがあり、これによって幼虫同士が競争してつぶし合い、増えすぎるのを防いでいると言われる。しかし、この独自の生態が後述する種の危険に皮肉にも作用している。
食草の毒が強くなる時期もあり、その時には、幼虫が集団で死亡するという現象も見られる。

## 種の保全状態評価
- ENDANGERED (IUCN Red List Ver. 2.3 (1994))
- ワシントン条約付属書I

本種が発見されたのは1906年とされ、高いところを飛翔する本種を捕らえるために小型の散弾銃を使ったといわれる。
世界一のチョウだけあって、人気が高くそのために乱獲され、現在はワシントン条約によって取引が禁止されている。現在でも悪質なコレクターによる採集の手や、現地人による密猟が問題となっているが、最大の危機要因は生息地の乱開発である。生息地の熱帯雨林の伐採と食草と生活場所を奪われたことが激減に拍車をかけてしまった。保護対策は行われておらず、このまま森林破壊が続くと数十年以内の絶滅が懸念される。

## 関連項目

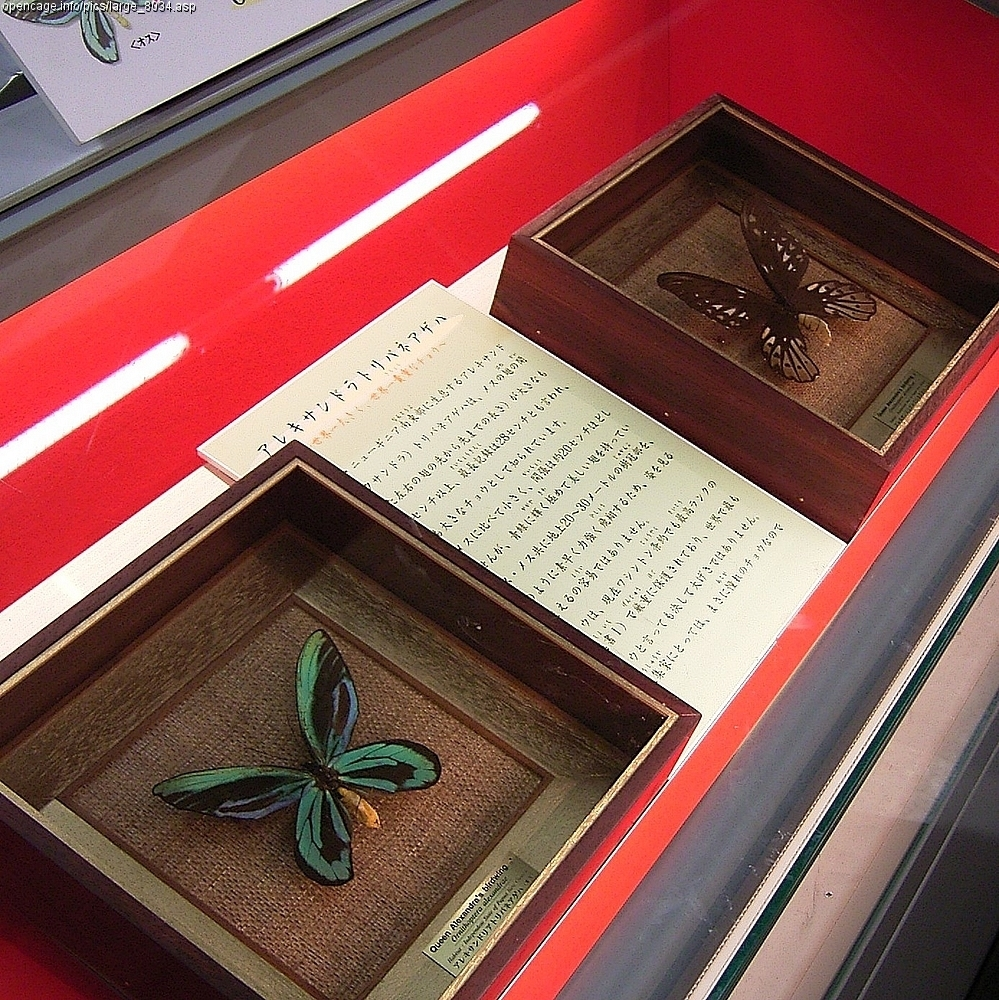
オス・メス